# Michael G. Wilson

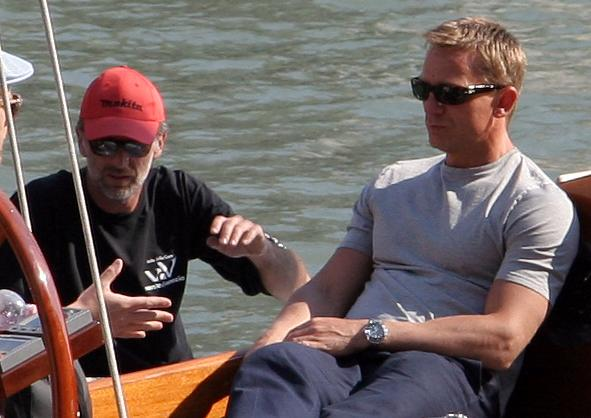
Daniel Craig en Michael Wilson tijdens een onderbreking bij de opnames van Casino Royale

Michael Gregg Wilson (New York, 21 januari 1942) is een producent en scriptschrijver van verschillende James Bondfilms. Hij is de stiefzoon van de befaamde James Bond producent Albert R. Broccoli en halfbroer van huidig co-producente Barbara Broccoli. Zijn vader was acteur Lewis Wilson. 
Wilson was elektronisch ingenieur en heeft later rechten gestudeerd. Hij werkte ook nog voor de Amerikaanse overheid. 
Hij was uitvoerend producent, producent en scriptschrijver van diverse James Bond films. Hij had in veel van deze films een cameo.

## Filmografie

### Uitvoerend producent
- Moonraker (1979)
- For Your Eyes Only (1981)
- Octopussy (1983)
- The Silent Storm (2014)
- Film Stars Don't Die in Liverpool (2017)

### Producent
- A View to a Kill (1985)
- The Living Daylights (1987)
- Licence to Kill (1989)
- GoldenEye (1995)
- Tomorrow Never Dies (1997)
- The World Is Not Enough (1999)
- Die Another Day (2002)
- Casino Royale (2006)
- Quantum of Solace (2008)
- Skyfall (2012)
- Spectre (2015)
- The Rhythm Section (2020)
- No Time to Die (2021)

### Scriptschrijver
- For Your Eyes Only (1981)
- Octopussy (1983)
- A View to a Kill (1985)
- The Living Daylights (1987)

- Bibsys: 1061346
- Biblioteca Nacional de España: XX1023619
- Bibliothèque nationale de France: cb12740069f (data)
- Catàleg d'autoritats de noms i títols de Catalunya: 981058521518906706
- Gemeinsame Normdatei: 136401503
- International Standard Name Identifier: 0000 0001 0858 8820
- Library of Congress Control Number: n93044141
- Nationale Bibliotheek van Letland: 000263364
- MusicBrainz: 7269cd32-1568-4f0e-a481-bc4a789cb06d
- Nationale bibliotheek van Australië: 35205889
- Nationale Bibliotheek van Israël: 987007605071505171
- Nederlandse Thesaurus van Auteursnamen: 071351256
- Réseau des bibliothèques de Suisse occidentale: 02-A003978785
- SNAC: w6nw0mgd
- Système universitaire de documentation: 177114622
- Trove: 864578
- Virtual International Authority File: 80751487
- WorldCat: E39PBJfmjxVpXRT9tTBJjj86Kd